# W-SCORE
W-SCORE（ダブル・スコア）は日本の音楽ユニットである。2007年にデビュー。

## メンバー
- Sasa（Vocal&Composer）

山梨県出身
元DEER、J Soul Brothersに所属。
経歴等はSasaを参照。
- TONY（MC）

韓国人とアメリカ人のハーフ。
高校卒業後都内のクラブで活動開始。

## ディスコグラフィー

### シングル
1. Rock Yo Mind（2007年4月25日）- Handcuts Records
  1. Rock Yo Mind - アニメ「獣装機攻ダンクーガノヴァ」挿入歌
  2. 君がいれば
  3. スーパーボール

### アルバム
1. Double Score（2007年3月7日）- Handcuts Records
  1. Ride On Time（山下達郎の「RIDE ON TIME」をサンプリング）
  2. Why
  3. Buddy
  4. Sadness
  5. Story
  6. Interlude
  7. Money Can't Buy Yo Love
  8. Time After Time
  9. Dreamin'
  10. Buddy -DJ HASEBE REMIX-